# Justise Winslow
Justise Jon Winslow (Houston, 26 de març de 1996) és un jugador professional de bàsquet estatunidenc, que actualment juga als Raptors 905 de la NBA G League. Va jugar com aler al Duke Blue Devils que va guanyar el campionat de bàsquet de l'NCAA el 2015, abans de ser seleccionat per l'equip de Miami Heat.

## Biografia
Winslow va començar a jugar al bàsquet a la St. John's School de Houston, on va aconseguir guanyar diversos campionats de lliga. Va ser nomenat millor jugador de l'any 2013 a Texas gràcies a una mitjana de 27,5 punts, 13,6 rebots, 3,5 assistències, 2,1 bloquejos i 1,8 recuperacions per partit durant la temporada 2013-14. Winslow, més tard, va ser seleccionat per jugar amb els McDonald's All-American el 2014.